# Lobocheilos schwanenfeldii
Lobocheilos schwanenfeldii är en fiskart som beskrevs av Bleeker, 1853. Lobocheilos schwanenfeldii ingår i släktet Lobocheilos och familjen karpfiskar. Inga underarter finns listade i Catalogue of Life.